# برایان داتون (بازیکن فوتبال)
برایان داتون (انگلیسی: Brian Dutton؛ زادهٔ ۱۲ آوریل ۱۹۸۵) بازیکن فوتبال اهل بریتانیا است.
از باشگاه‌هایی که در آن بازی کرده‌است می‌توان به باشگاه فوتبال کمبریج یونایتد، باشگاه فوتبال سالزبری سیتی، باشگاه فوتبال ایستلی، باشگاه فوتبال ویموث، باشگاه فوتبال هاوانت و واترلوویل، باشگاه فوتبال نورتویچ ویکتوریا، و باشگاه فوتبال هروگیت تاون اشاره کرد.